# McEwen (Tennessee)
McEwen è un comune degli Stati Uniti d'America, situato nello Stato del Tennessee, nella Contea di Humphreys.